# Севиля (провинция)
Вижте пояснителната страница за други значения на Севиля.
Севиля (на испански: Sevilla) е провинция в югоизточна Испания, част от автономна област Андалусия. Граничи с провинциите Бадахос на север, Кордоба на изток, Малага и Кадис на юг и Уелва на запад. Административен център е град Севиля.
Населението на провинцията е 1 871 399. Освен столицата Севиля (699 145 ж.), други по-големи градове включват Дос Ерманас (117 564), Алкала да Гуадайра (66 089), Утрера (50 000), Есиха (39 510), Майрена де Алхарафе (39 389), Лос Паласиос и Виляфранка (35 775), Ла Ринконада (34 211), Морон де ла Фронтера (28 165), Кармона (27 578), Кориа дел Рио (26 831), Камас (25 694), Лебриха (25 614), Томарес (21 099).